# Storbritanniens arméstabschef
Storbritanniens armestabschef (Chief of the General Staff) är den högsta yrkesmilitära befattningen i den brittiska armén. Arméstabschefen är underställd försvarschefen som är den högsta yrkesmilitära befattningen i hela krigsmakten. 
Befattningen infördes 1904 och fram till 1908 var titeln Chief of the General Staff. Mellan 1908 och 1964 var titeln Chief of the Imperial General Staff, som hänsyftar på det brittiska imperiet. 1964, då försvarsministeriet skapades, fick arméstabschefen återigen titeln Chief of the General Staff.
Sir Roland Walker är arméstabschef sedan 2024.

## Lista över befattningshavare

### Chefer för generalstaben (1904-1908)
- Generallöjtnant Sir Neville Lyttelton 1904–1907
- General Sir William Nicholson 1909–1909

### Chefer för imperiets generalstab (1908-1964)
- Fältmarskalk Sir William Nicholson 1909–1912
- Fältmarskalk Sir John French 1912–april 1914
- General Sir Charles Douglas 6 april 1914-25 oktober 1914
- Generallöjtnant Sir James Murray 30 oktober 1914–september 1915
- General Sir Archibald Murray 26 september 1915–december 1915
- Fältmarskalk Sir William Robertson 23 december 1915–februari 1918
- Fältmarskalk Sir Henry Wilson 19 februari 1918–19 februari 1922
- Fältmarskalk Frederick Lambart 19 februari 1922-19 februari 1926
- Fältmarskalk Sir George Milne 19 februari 1926–19 februari 1933
- Fältmarskalk Sir Archibald Montgomery-Massingberd 1933–1936
- Fältmarskalk Sir Cyril Deverell 1936–1937
- General John Vereker, lord Gort 1937–1939
- Fältmarskalk Sir Edmund Ironside 1939–1940
- Fältmarskalk Sir John Dill 1940–1941
- Fältmarskalk Sir Alan Brooke 1941–1946
- Fältmarskalk Bernard Montgomery 1946–1948
- Fältmarskalk Sir William Slim 1948–1952
- Fältmarskalk Sir John Harding 1952–1955
- Fältmarskalk Sir Gerald Templer 1955–1958
- Fältmarskalk Sir Francis Festing 1958–1961
- General Sir Richard Hull 1961–1964

### Chefer för generalstaben (1964-)
- Fältmarskalk Sir Richard Hull 1964–1965
- General Sir James Cassels 1965–1968
- General Sir Geoffrey Baker 1968–1971
- Fältmarskalk Sir Geoffrey Baker 1971–1973
- General Sir Peter Hunt 1973–1976
- Fältmarskalk Sir Roland Gibbs 1976–1979
- Fältmarskalk Sir Edwin Bramall 1979–1982
- General Sir John Stanier 1982–1985
- General Sir Nigel Bagnall 1985–1988
- General Sir John Chapple 1988–1992
- General Sir Peter Inge 1992–1994
- General Sir Charles Guthrie 1994–1997
- General Sir Roger Wheeler 1997–2000
- General Sir Michael Walker 2000–2003
- General Sir Michael Jackson 2003–2006
- General Sir Richard Dannatt 2006–2009
- General Sir David Richards 2009–2010
- General Sir Peter Wall 2010–2014
- General Sir Nicholas Carter 2014–2018
- General Sir Mark Carleton-Smith 2018–2022
- Sir Patrick Sanders 2022–sittande